# Real (Castelo de Paiva)
Real is een plaats (freguesia) in de Portugese gemeente Castelo de Paiva en telt 1 371 inwoners (2001).